# Dulcídio Wanderley Boschilia
Dulcídio Wanderley Boschilia (São Paulo, janeiro de 1938 — São Paulo, 14 de maio de 1998) foi um árbitro de futebol, policial militar e advogado brasileiro. Era pai de Sandra Regina Carvalho Boschilia e Ricardo Carvalho Boschilia. Quando ele se refere aos netos, fala sobre Cláudio Marcelo e Maria Amélia Boschilia Nigro. 
Era tio do futebolista Boschilia.

## Carreira
Polêmico por seu jeito enérgico e disciplinador, era considerado imparcial pela maioria dos clubes (mesmo sem nunca ter negado ser são-paulino) e sempre era lembrado para jogos que envolviam um clima tenso. "Falam que sou são-paulino porque um dia carreguei a bandeira do São Paulo no estádio", contou, em 1987. "Tenho simpatia pelo São Paulo, mas não passa disso. Fora de campo, posso ter minhas preferências, mas lá dentro não: sou árbitro." É o mesmo discurso que ele já fazia em 1974: "Todo mundo sabe: sou são-paulino. Por que vou esconder? Não estaria neste meio se não gostasse de futebol, e quem gosta torce para algum clube. Mas torço assim. Lá dentro, eles que se danem. Se estou apitando, não quero nem saber. Se estou vendo o jogo da arquibancada, só fico de olho no juiz."
Começou a carreira de árbitro profissional em 1964, depois de ser goleiro, conhecido como Wand, no Anay, um time de várzea. Nessa época, quase foi levado por José Poy para o São Paulo. "Vi o Dulcídio jogando na várzea em 1963, quando estava me iniciando como técnico dos juvenis do São Paulo", lembrou Poy, em 1974. "Ele tinha realmente grandes qualidades. Se fosse um pouco mais jovem [já tinha 25 anos], poderia se transformar num goleiro de primeira." Dulcídio começou a apitar jogos quando estava na reserva do São João Clímaco, também um time de várzea, e não havia outra pessoa para ser o juiz.
Foi o presidente desse clube que o aconselhou a fazer o curso de arbitragem da FPF. "Eu nem sabia que existia esse curso", reconhecia o árbitro. "Mas fui. E fiquei." Dulcídio formou-se na Escola de Árbitros da FPF em dezembro de 1965, na mesma turma de José de Assis Aragão e Silvio Luiz.
Já diplomado no curso e por ser policial, apitou partidas de futebol na Casa de Detenção, em São Paulo, algumas vezes envolvendo detentos que ele tinha prendido, mas era respeitado por eles apesar disso. "Até me cumprimentavam", contaria, em 1986. "Diziam que eu era gente. Isso, na linguagem da bandidagem, falando de um tira, é altamente significativo." Apesar de ter passado pelo DOI-CODI entre 1970 e 1972, na época da ditadura militar, não participou de torturas. "Eu nunca dei um tapa sequer em alguém", dizia, sobre o período no órgão militar. "Minha função era burocrática." Também fez parte da ROTA.
Também apitava jogos internos em clubes e entre times de várzea, até passar a ser escalado na Segunda Divisão paulista, em 1966. Nessa época, apitou um jogo entre Penapolense e São Bento de Marília, em Penápolis, pela Terceira Divisão paulista. A torcida e os jogadores do time local pressionavam para que ele inventasse um pênalti ("Dá um pênalti para não morrer, depois o senhor muda tudo na súmula", teria dito um dos jogadores, segundo Dulcídio), mas ele recusou-se e depois, no vestiário, teve de usar a arma que carregava na mochila para assustar "os mais exaltados". "O policiamento era muito pequeno: três soldados da PM e quatro vigilantes noturnos", lembrou, em 1974. "Corri para o vestiário e fechei a porta. Não adiantou. Estavam quebrando os vidros. Peguei meu 38, abri a porta, dei três tiros e gritei: 'Venham!' Só assim consegui sair." Ele considerava essa partida sua "primeira prova de fogo".
Assim como naquela partida, durante boa parte de sua carreira ia aos estádios armado, embora não entrasse em campo com as pistolas. Havia quem dissesse tê-lo visto apitando o segundo tempo de um jogo tumultuado em Americana, em 1973, com um revólver na cintura, o que ele também negava. Ele se empenhou para manter essa fama, que se espalhou principalmente pelo Norte e Nordeste, como quando empunhou uma pistola para abrir caminho entre dirigentes do Bahia depois de um jogo contra o Flamengo.
Já era um árbitro respeitado em 1970, quando o então diretor do Departamento de Árbitros da Federação Paulista de Futebol, Rogélio Rodrigues, revelou: "Quando tenho um jogo duro, escalo o Dulcídio. E durmo tranquilo." Ele recebia também elogios de jogadores, como Pedro Rocha ("É um dos melhores juízes que já conheci.") e Ademir da Guia ("Um juiz excelente."). Já em fim de carreira, ainda ganhava elogios, como de Biro-Biro: "Ele mostra segurança até quando erra."
Em 1973, emocionou-se e foi às lágrimas depois de apitar um jogo entre Corinthians e Portuguesa, quando foi elogiado pelos dois lados. "No intervalo o próprio Wladimir veio me cumprimentar, dizendo que o Cabinho não estava mesmo impedido e que eles tinham reclamado apenas para forçar uma situação", comemorou, depois do jogo. No ano seguinte, foi chamado à Federação Paulista de Futebol para ser comunicado que seu nome tinha sido aprovado para os quadros da FIFA, mas, no dia seguinte, deu uma entrevista criticando o cartão amarelo e, coincidência ou não, seu nome foi retirado da lista pouco depois.
Apitou as decisões dos Campeonatos Brasileiros de 1975 e 1988, além das decisões dos Campeonatos Paulistas de 1974, 1975, 1977, 1981, 1983, 1986 e  1987, do Campeonato Mineiro de 1985 e do Campeonato Baiano de 1988, entre outras decisões de estaduais. Foi ainda auxiliar no jogo que decidiu o Campeonato Paulista de 1971, quando correu para o meio-campo para indicar que o gol foi legal, decisão que o árbitro da partida, Armando Marques, reverteu. Na decisão do Campeonato Paulista de 1985, foi vetado pela Portuguesa. "[O presidente Osvaldo Teixeira Duarte] não quis árbitros 'velhos'", ironizou depois. "Agora eu gostaria de saber como está explicando no Canindé o pênalti marcado para o São Paulo, num lance em que o Sídnei pisou na bola."
Na decisão do Paulistão de 1987, quando o São Paulo foi campeão em cima do Corinthians, apitou apesar de ter sofrido um grave acidente de carro dezoito dias antes, na Rodovia Castelo Branco, quando faleceu sua segunda esposa, Berenice Bialski. Ele voltava de Tupã, onde tinha apitado a final da Terceira Divisão Paulista, entre Tupã e Palmital, com a esposa e os bandeirinhas, e bateu na traseira de um caminhão. Ele foi aplaudido pela torcida antes de a partida começar. Ao final, depois de levantar a bola e chorar, desmaiou de dor ao ser abraçado por um amigo justamente na costela fissurada no acidente. "Eu tinha duas opções: encarar a realidade ou me entregar", disse, após o jogo. Ele dedicou sua arbitragem nessa final, além da esposa falecida, aos preparadores físicos do Corinthians, que em apenas dez dias ajudaram-no a se recuperar do acidente. Não foi, entretanto, sua primeira partida depois do acidente: uma semana antes, apitou uma partida da Divisão Intermediária, entre Esportiva de Guaratinguetá e Ferroviário Ituano. "De que adiantaria ficar me lamentando?", perguntou. "Mesmo sofrendo, prefiro voltar à rotina da vida."
O casamento com Berenice tinha feito com que ele se desligasse da polícia, em 1985, e passasse a trabalhar com crianças. "Cansei de correr atrás de trombadinhas e prostitutas no centro da cidade", contou, na época. "Estava ficando algo inglório para quem é avô duas vezes e vai completar 48 anos em janeiro [de 1986]."

## Polêmicas

### Final do Campeonato Paulista de 1977
A partida mais polêmica de sua carreira foi a final do Campeonato Paulista de 1977, quando foi acusado de suborno por expulsar o atacante Ruy Rey, da Ponte Preta, aos treze minutos do primeiro tempo, supostamente para favorecer o Corinthians. Ruy Rey reclamara que o árbitro só estaria marcando faltas contra o time campineiro, ao que Dulcídio respondeu: "Não agita, que eu te coloco para fora." O jogador seguiu reclamando, e o árbitro, tão nervoso que deixou um dos cartões cair no chão, mostrou-lhe primeiro o cartão amarelo e depois o vermelho. "Ele me mandou tomar… Se eu não o botasse para fora, ele passaria a mandar no jogo", contou, oito anos mais tarde. "E, lá dentro, só eu mando."
Oito anos depois, disse à revista Placar que fora comprado sem saber por dois milhões de cruzeiros para aquela partida: três pessoas supostamente da Federação Paulista teriam pedido dinheiro ao Corinthians para comprá-lo. "Sei quem são e só não os denuncio porque não tenho provas concretas", disse. "Juro que o cara-de-pau que fosse oferecer suborno naquele jogo iria morrer."
Também foi suspenso por 120 dias por agredir, nessa mesma partida, o zagueiro ponte-pretano Polozzi. O julgamento foi realizado em maio de 1978, quando apenas um dos oito juízes votou a seu favor. O advogado de acusação tinha reunido depoimentos de jornalistas que garantiam que o árbitro teria cometido a agressão, e até o que ele teria falado a um jornalista foi usado: "Eu agredi, mesmo, as a palavra de 25 policiais que estavam no campo vale mais que a de alguns jornalistas." O argumento usado por quem votou pela condenação foi que o dever de um árbitro é evitar confusões, e não criá-las.
Inicialmente, Polozzi aprovou a decisão, embora a achasse branda: "Achei a pena muito curta, pois, por uma agressão idêntica, o Serginho foi condenado a um ano e dois meses. Por isso, a pena teria que ser a mesma." Outros atletas da Ponte elogiaram a suspensão. Depois, porém, o zagueiro teria confirmado que não foi Dulcídio que o agrediu, como Dulcídio contaria, em entrevista à Placar em 1986: "Realmente, tentei ir para cima do jogador, mas alguns PMs me contiveram. Então, um amigo meu — também PM, embora estivesse em trajes civis — deu um empurrão em Polozzi, e ele caiu. O próprio Polozzi me confirmou isso depois. Na época, pressionado pelos dirigentes, ele me acusou. Acabei pegando uma suspensão de 120 dias de graça. Muita gente gostou."
Ele também considerava que essa suspensão teria influenciado em sua promoção a árbitro Fifa, num momento em que três nomes serias substituídos. "Passei a carreira inteira sonhando com a FIFA e agora sofro um golpe desses", comentou com um amigo, logo após o julgamento.

### Soco em torcedor
Em fevereiro de 1979, agrediu um torcedor durante uma partida entre Noroeste e Corinthians, em Bauru. Quando Dulcídio apitou um pênalti para o Corinthians e Sócrates o converteu, o torcedor invadiu o campo e foi em direção ao árbitro, que o atingiu com um soco no queixo. "Eu não dei um soco", negou. "Apenas encostei a mão no rosto dele, porque ele veio em minha direção com a intenção de me agredir e ainda me deu uma cuspida. Ora, não sou de ferro, não vou esperar uma pessoa me agredir primeiro. Tenho que me defender." O árbitro também criticou a tentativa de Sócrates de protegê-lo da agressão: "Eu não preciso de proteção de jogador nenhum. Sei muito bem me defender sozinho. E tem mais: se eu realmente estivesse com a intenção de bater no torcedor, eu o teria matado." Após o jogo, Dulcídio foi levado a uma delegacia da cidade para prestar depoimento, quando foi elaborado um boletim do ocorrência identificando o torcedor como vítima.

### Outras polêmicas
Em 1973, um repórter da revista Placar flagrou um bandeirinha aplicando laquê nos longos cabelos de Dulcídio. "Tem que usar", defendeu-se o juiz. "Senão os cabelos atrapalham a visão." Em 1981, denunciou uma tentativa de suborno, envolvendo um empresário e uma funcionária da FPF. Dois anos depois, aceitou um cheque de trezentos mil cruzeiros para usar como prova de suborno, mas não só sua denúncia não deu em nada como ele quase foi processado por corrupção.
Em 1981, envolveu-se em duas polêmicas no mesmo jogo, entre Internacional e São Paulo, em Limeira. No segundo tempo, deu dois chutes num torcedor de dezessete anos que invadiu o campo e parou nisso só porque foi contido por Waldir Peres e Bolívar. Depois do apito final, viu um ex-dirigente da Inter se dirigir ao vestiário da arbitragem para protestar e sacou um revólver, encostando o cano no rosto do ex-cartola, que deixou o lugar chorando, enquanto policiais militares apreendiam a arma de Dulcídio e tentavam conter a revolta de torcedores próximos. O advogado da Inter chegou a pedir a prisão do árbitro por tentativa de homicídio, mas o delegado local o ignorou. Ainda assim, Dulcídio só conseguiria deixar o estádio horas depois.
Talvez a última polêmica em campo antes de se aposentar tenha sido durante partida entre Bahia e Internacional na Fonte Nova, pelo Campeonato Brasileiro de 1987, quando um torcedor invadiu o campo e deu um tapa na nuca de Dulcídio. Em seguida, o árbitro aplicou uma rasteira no invasor e chutou-lhe várias vezes, tendo de ser contido por jogadores do Bahia. "Eu não vou sossegar enquanto não matar um torcedor", disse, depois do jogo.
Em 1989, ainda criou polêmica com o Sindicato de Árbitros de São Paulo, por causa de uma declaração numa entrevista: "[Se pudesse], recomeçaria a carreira bajulando e arrumando padrinhos, como outros árbitros fizeram, à custa de resultados arranjados."

## Fim da carreira e morte
Seguiu apitando até o Campeonato Paulista de 1990, apesar de já estar com mais de cinquenta anos, devido a uma permissão especial da Federação Paulista. No total, apitou 240 partidas de Campeonato Brasileiro entre 1971 e 1989, sendo o sétimo árbitro com mais jogos apitados no torneio. Seu grande sonho era fazer parte do quadro de árbitros da Fifa, mas morreu sem realizá-lo, apesar de ter sido cogitado para assumir uma das vagas mais uma vez em 1986. "É uma palhaçada", protestou, em 1989. "Fui um dos primeiros a entrar para o quadro de aspirantes da FIFA, mas morri 'aspirando'."
Dulcídio morreu em 14 de maio de 1998, de insuficiência renal causada por um tipo raro de câncer, o lipossarcoma de retroperitônio, que se alastrou pelo corpo. Previa-se que suas cinzas seriam jogadas no gramado do Morumbi.